# Proposición 187 (California)
La proposición 187 de California fue una propuesta legislativa presentada para las elecciones de California de 1994 que proponía negarle a los inmigrantes indocumentados servicios sociales, servicios médicos y educación pública. Muchas personas y organizaciones estuvieron involucradas en promoverla. Fue presentada por el asambleísta Dick Mountjoy (Republicano de Monrovia, California) como la iniciativa Save Our State ("Salvemos nuestro estado"). Fue aprobada con una votación del 59%, pero fue revocada por una corte federal.
La proposición 187 incluía dos categorías de agregados a la ley:
- Todos los agentes policiacos que sospecharan que una persona arrestada está violando alguna ley de inmigración, debe investigar el estatus del detenido y si se encuentra alguna evidencia de ilegalidad, entonces debe ser reportado al Ministerio Público de California, y al Immigration and Naturalization Service (INS). Los gobiernos locales tienen prohibido evitar este requerimiento. El ministerio público debe mantener registro de todos estos casos y hacerlos disponibles a cualquier otra agencia del gobierno que quiera revisarlos.

- Nadie puede utilizar los servicios públicos hasta que hayan probado su derecho legal a residir en el país. Si alguna persona presenta una solicitud para alguno de estos servicios y los agentes gubernamentales sospechan que se trata de un indocumentado, entonces los agentes deben reportarlo por escrito a las autoridades correspondientes. Los servicios médicos de emergencia están exentos por ley federal, pero cualquier otro servicio médico aplica. La educación primaria y secundaria están explícitamente incluidas en la proposición.

El gobernador Pete Wilson era un simpatizante prominente. Oponentes incluían al senador del estado Art Torres, que se refería a la proposición 187 como "el último jadeo (gasp) de la América blanca en California." Las campañas de los dos lados estuvieron marcadas por la retórica racial. La proposición fue votada en la elección general del 8 de noviembre de 1994 y recibió el 59% de aprobación. Se volvió ley al siguiente día. Aunque sus promotores eran políticos conservadores, algunos liberales (como el comentarista de radio de Los Ángeles, Tom Leykis) también la apoyaron, argumentando que al hacer la vida de los indocumentados más difícil podría resultar en un menor flujo en el estado, creando carencia de mano de obra que incrementaría los salarios más bajos. Al mismo tiempo, algunos conservadores prominentes como el empresario Ron Unz, se opusieron a la iniciativa.
Su constitucionalidad fue inmediatamente disputada en numerosos casos. El 11 de noviembre de 1994 el juez federal Mattew Byrne promulgó una orden de aplazamiento en su contra, con el argumento de que excedía la autoridad del estado en el ámbito federal de la inmigración. El caso pasó su ruta por las cortes. Los múltiples casos fueron consolidados y presentados a la jueza Mariana Pfaelzer. En 1998, el recién electo gobernador Gray Davis (que se había opuesto a la proposición) llevó el caso a mediación. Después de esto, removió las apelaciones de las cortes, matando la ley en los hechos.
Se cree comúnmente que como resultado de la proposición 187 muchos votantes pertenecientes a minorías raciales o étnicas en California se alejaron del Partido Republicano.